# XL Festival Internacional de Cinema Fantàstic de Catalunya
La XL edició del Sitges Festival Internacional de Cinema de Catalunya (abans, Festival Internacional de Cinema Fantàstic de Sitges) es va organitzar del 4 al 14 d'octubre de 2007 dirigida per Àngel Sala. En aquesta edició coincidia el 40è aniversari del Festival amb el 25è aniversari de Blade Runner Cal destacar l'aparició de la primera pel·lícula de la saga REC de Jaume Balagueró i Paco Plaza, que va rebre alguns dels premis importants. El certamen fou inaugurat amb L'orfenat i clausurat amb L'habitació 1408 de Mikael Håfström. Se li va entregar el premi especial a George A. Romero.

## Pel·lícules projectades

### Oficial Première
- Aparecidos de Paco Cabezas
- Cassandra's Dream de Woody Allen
- Chrysalis de Julien Leclercq
- Silenci des del mal de James Wan
- Dororo d'Akihiko Shiota
- El último justo de Manuel Carballo
- Arma fatal d'Edgar Wright
- Jjakpae/The City of Violence de Ryoo Seung-wan
- Glory to the Filmmaker! de Takeshi Kitano
- Kilómetro 31 de Rigoberto Castañeda
- Mr. Brooks de Bruce A. Evans
- Redacted de Brian de Palma
- Mad Detective de Johnnie To
- Confession of Pain d'Andrew Lau i Alan Mak
- Stardust de Matthew Vaughn /
- The Ten de David Wain

### Secció oficial Fantàstic
- The fall: El somni d'Alexandria de Tarsem Singh /[7]
- El rey de la montaña de Gonzalo López-Gallego
- Joshua de George Ratliff
- Sóc un cyborg de Park Chan-wook
- L'habitació de Fermat de Luis Piedrahíta i Rodrigo Sopeña
- First Snow de Mark Fergus
- Dai Nipponjin de Hitoshi Matsumoto
- Frontière(s) de Xavier Gens
- Halloween de Rob Zombie
- REC de Jaume Balagueró i Paco Plaza
- Sukiyaki Western Django de Takashi Miike
- À l'intérieur de Julien Maury i Alexandre Bustillo
- Mushishi de Katsuhiro Otomo
- El territori de la bèstia de Greg McLean
- Slipstream d'Anthony Hopkins
- Stuck de Stuart Gordon
- Los cronocrímenes de Nacho Vigalondo
- Teeth de Mitchell Lichtenstein
- The Devil's Chair d'Adam Mason
- WΔZ de Tom Shankland
- The Nines de John August
- The Signal de David Bruckner, Dan Bush i Jacob Gentry
- An American Crime de Tommy O'Haver
- Tres minutos de Diego Lublinsky

### Secció Orient Express
- The 14 Amazons (1972) de Cheng Gang
- Mo gong de Jacob Cheung /
- Black House, de Shin Tae-ra
- Blood Brothers d'Alexi Tan
- Death Note de Shusuke Kaneko
- Death Note 2: The Last Name de Shusuke Kaneko
- Eye in the Sky de Yau Nai-hoi
- Flash Point de Wilson Yip
- Hong Kong Film Noir d'Yves Montmayeur
- Invisible Target de Benny Chan
- Tazza: The High Rollers de Choi Dong-hoon
- Jungcheon (The Restless) de Cho Dong-oh
- Triangle de Johnnie To, Tsui Hark i Ringo Lam

## Jurat
El jurat internacional era format per Zoë Bell, Ruggero Deodato, Mark Palansky, Casimiro Torreiro i Eloy Azorín.

## Premis
Els premis d'aquesta edició foren:
| Categoria                                                      | Premiat                                                                          | Treball                           |
| -------------------------------------------------------------- | -------------------------------------------------------------------------------- | --------------------------------- |
| Premi al millor director                                       | Jaume Balagueró Paco Plaza                                                       | REC                               |
| Premi a la millor pel·lícula                                   | The fall: El somni d'Alexandria                                                  | Tarsem Singh                      |
| Premi a la millor actriu                                       | Manuela Velasco Díez                                                             | REC                               |
| Premi al millor actor                                          | Sam Rockwell                                                                     | Joshua                            |
| Premi al millor guió                                           | Park Chan-wook Jeong Seo-kyeong                                                  | Sóc un cyborg                     |
| Premi a la millor fotografia                                   | Toyomichi Kurita                                                                 | Sukiyaki Western Django           |
| Premi al millor banda sonora                                   | Kuniaki Haishima                                                                 | Mushishi                          |
| Premi als millors efectes especials                            | Equip d'efectes                                                                  | Mushishi                          |
| Premi al millor make-up                                        | Equip de Make-up                                                                 | À l'intérieur                     |
| Premi a la millor direcció artística                           | Takashi Sasaki                                                                   | Sukiyaki Western Django           |
| Menció especial                                                | Joshua                                                                           | George Ratliff                    |
| Premi al millor Curtmetratge                                   | Esmir Fiho                                                                       | Saliva                            |
| Premi Gertie al millor llargmetratge d'animació                | Aachi & Ssipak                                                                   | Jo Beom-jin                       |
| Premi Gertie al millor curtmetratge d'animació                 | The Pearce Sisters                                                               | Luis Cook                         |
| Premi Gertie al millor curtmetratge d'animació Menció especial | Tekkonkinkreet                                                                   | Michael Arias                     |
| Premi Orient Express                                           | Dororo                                                                           | Akihiko Shiota                    |
| Premi Orient Express Menció especial                           | Mad Detective                                                                    | Johnnie To                        |
| Premi Carnet Jove Fantàstic                                    | À l'intérieur                                                                    | Julien Maury i Alexandre Bustillo |
| Premi Carnet Jove Midnight X-Treme                             | Jack Brooks: Monster Slayer                                                      | Jon Knautz                        |
| Premi Noves Visions                                            | Zoo                                                                              | Robinson Devor                    |
| Premi Noves Visions. Menció Especial                           | It Is Fine! Everything Is Fine.                                                  | Crispin Glover                    |
| Premi Nova Autoria Millor direcció                             | Elisabet Sort Marta Palacín                                                      | Lizania                           |
| Premi Nova Autoria Millor guió                                 | Juliâo Luciana                                                                   | OP.1207-X                         |
| Premi Nova Autoria Millor música original                      | Roger Padilla                                                                    | Vestido nuevo                     |
| Premi de la Crítica José Luis Guarner                          | REC                                                                              | Jaume Balagueró, Paco Plaza       |
| Premi Ciutadà Kane a la direcció revelació                     | À l'intérieur                                                                    | Julien Maury i Alexandre Bustillo |
| Premi Méliès d'argent al millor llargmetratge                  | À l'intérieur                                                                    | Julien Maury i Alexandre Bustillo |
| Premi Méliès d'argent al millor llargmetratge Menció especial  | REC                                                                              | Jaume Balagueró, Paco Plaza       |
| Premi Méliès d'argent al millor curtmetratge                   | Die große Werkstatt                                                              | Uwe Nagel                         |
| Premi Honorífic Màquina del Temps                              | Alex Proyas Jesús Franco William Friedkin Robert Englund Syd Mead Gualberto Baña |                                   |
| Premi Honorari "María"                                         | Larry Fessenden                                                                  |                                   |
| Gran Premi Honorari                                            | George A. Romero                                                                 |                                   |